# 大沢秀行
大沢 秀行（おおさわ ひでゆき、1920年 - ）は、日本の建築家。旧電気通信省→旧郵政省→旧日本電信電話公社建築局の技師として活躍。同公社で理事・建築局長を歴任。日本総合メインテナンス、コミュニケーションデザイン会長。

## 代表作品
- 信州電電ビル（昭和47年度第4回中部建築賞入賞）
- 関東逓信病院（日本建築学会賞作品賞受賞）
- 青山電話局(1971）
- 作曲家Y氏の新住宅（1954）
- 日本万国博覧会と電気通信館（1970）

## 著書
- 『キューピー讃歌ーほほ笑む愛の天使たち』（出版芸術社、1991）
- 『キューピー物語』（講談社）